# Kamunikat.org
Kamunikat.org (Камунікат) — білоруська інтернет-бібліотека, одна з найбільших в світі в 2007 р.. Творець ресурсу — журналіст польського радіо Білостоку Ярослав Іванюк.
Виникла як однойменна сторінка бюлетеня Білоруського редакції радіо «Полонія», що з часом стала перетворюватися в інтернет-бібліотеку.
Складається з трьох основних розділів — «книги», «журнали» і «статті». Налічує понад 1000 білоруських книг і журналів.
У 2010 р. щодня сайт відвідувало до 2000 читачів. У мережевий бібліотеці налічувалося майже 6000 білоруських видань. На головній сторінці ресурсу щодня реєструється близько тисячі відвідувань.